# Ribadumia
Ribadumia és un municipi de la província de Pontevedra a Galícia. Pertany a la comarca d'O Salnés.

## Parròquies
Barrantes (Santo André), Besomaño (Santa María), Leiro (San Xoán), Lois (San Fins), Ribadumia (Santa Baia) i Sisán (San Clemenzo).